# Austroaeschna anacantha
Austroaeschna anacantha – gatunek ważki z rodziny żagnicowatych (Aeshnidae). Jest endemitem południowo-zachodniej Australii.